# Denah Lida
Denah Lida (* 9. September 1923 in New York City; † 27. Juli 2007) war eine US-amerikanische Romanistin und Hispanistin.

## Leben und Werk
Denah Levys Eltern waren aus dem sephardischen Milieu von Thessaloniki in die Vereinigten Staaten eingewandert.  Sie studierte am Hunter College und an der Columbia University (Masterarbeit: El Sefardi de Nueva York. Observaciones sobre el judeo-espanol de Esmirna, 1944).

1952 promovierte  sie an der Universidad Nacional Autónoma de México mit der Arbeit El sefardi esmirniano de Nueva York (Mexiko 1952). Von 1955 bis 1986 lehrte sie Romanistik an der Brandeis University.

Denah Lida war die zweite Frau des Romanisten Raimundo Lida.

## Weitere Werke
- (Hrsg.) Benito Pérez Galdós, El Amigo Manso, New York 1963